# أيفيتش بازاليتش
أيفيتش بازاليتش (بالكرواتية: Ivić Pašalić)‏ (و. 1960 – م) هو سياسي من .

## التعليم
تعلم في جامعة زغرب.